# Лідний яр (Харків)
49°55′44″ пн. ш. 36°10′2″ сх. д. / 49.92889° пн. ш. 36.16722° сх. д.

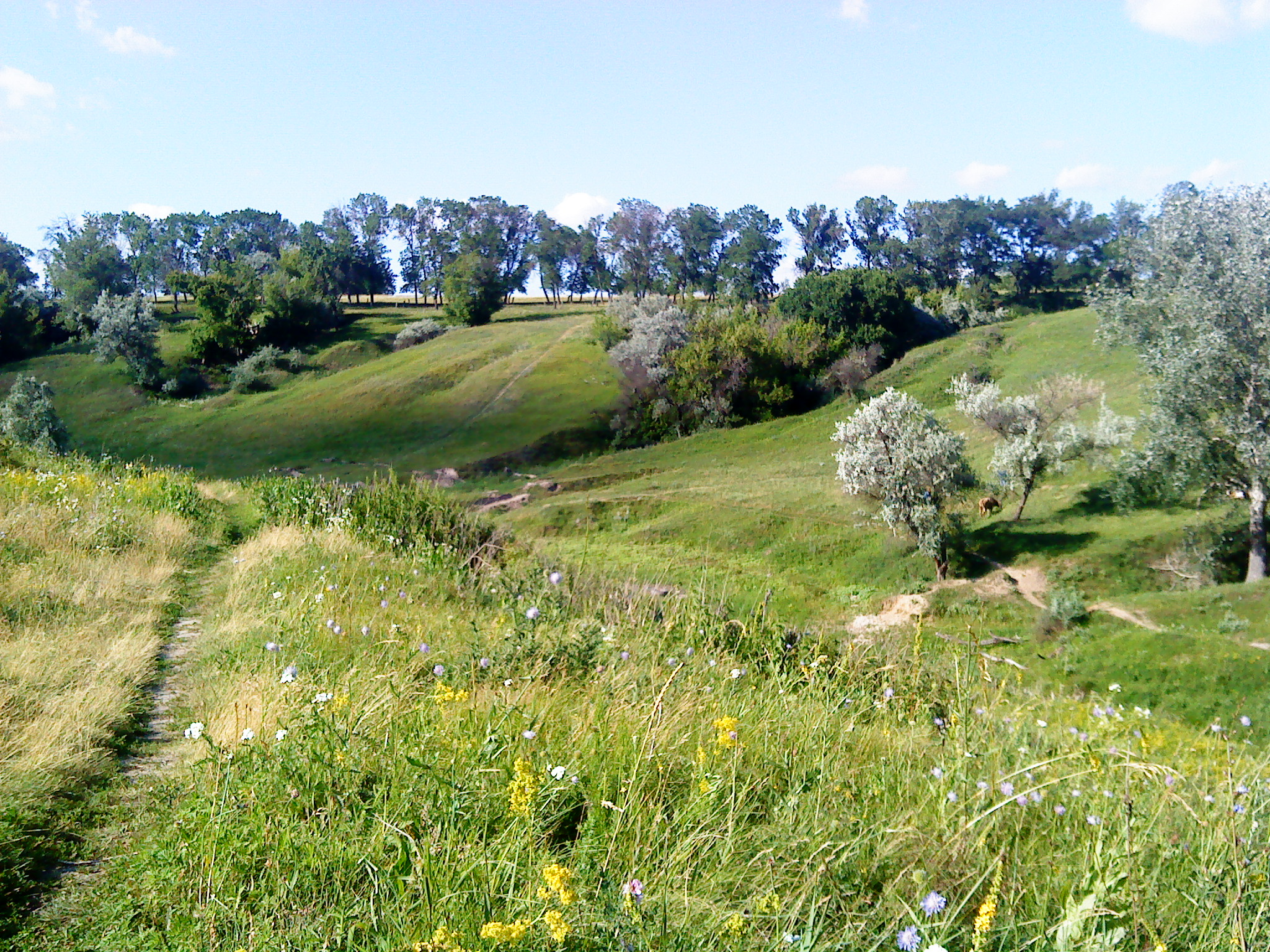
Лідний яр

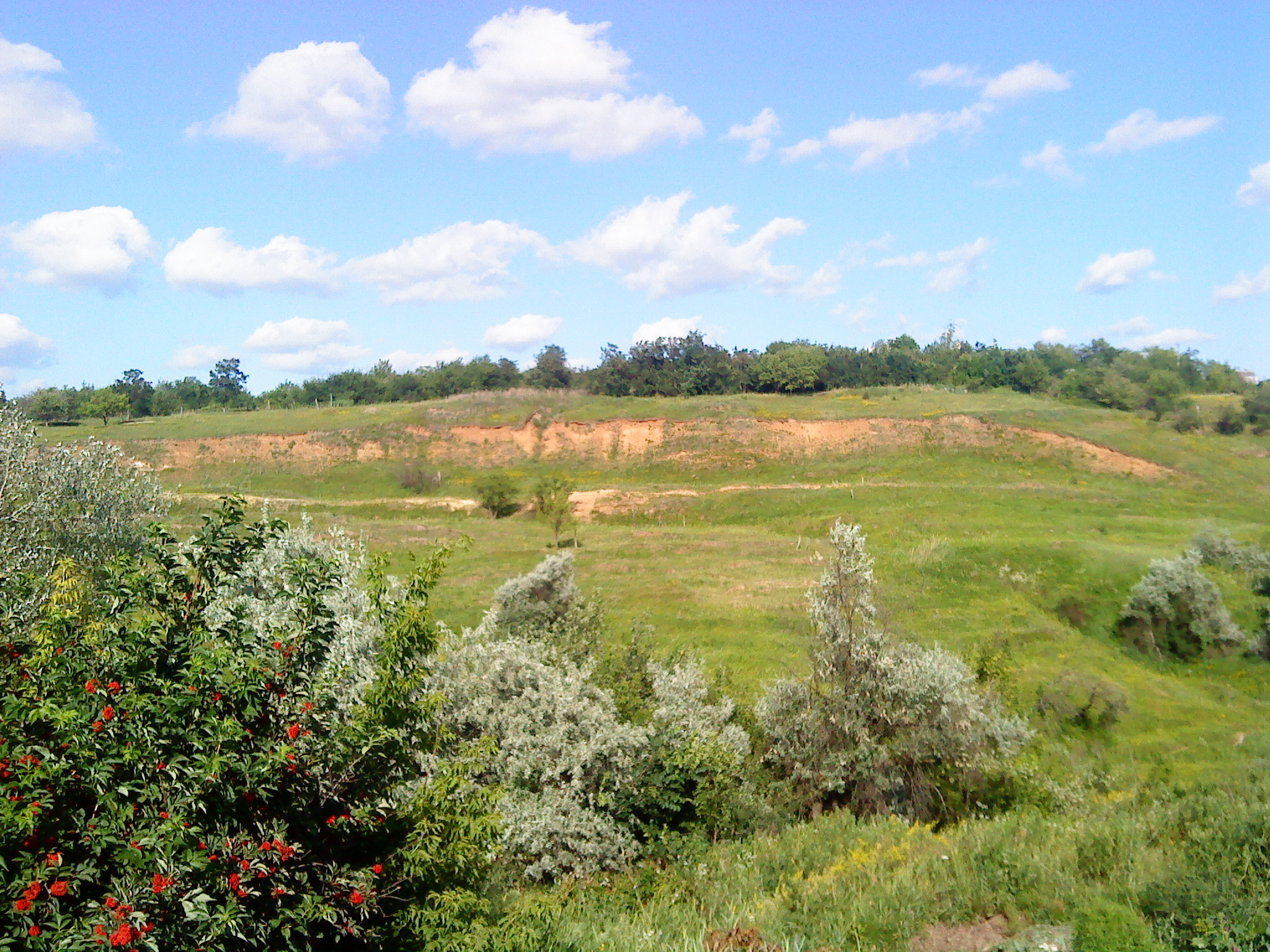
Лідний яр (вид знизу)

Лідний яр — балка (яр) довжиною більше 7 км з крутими схилами в місті Харкові. Розділює навпіл селище Лідне, відокремлює Липовий гай від місцевості Перемога, Нову Баварію від місцевості Місто Донець та Покотилівки, яка вже за межами Харкова. 

## Річки та озера

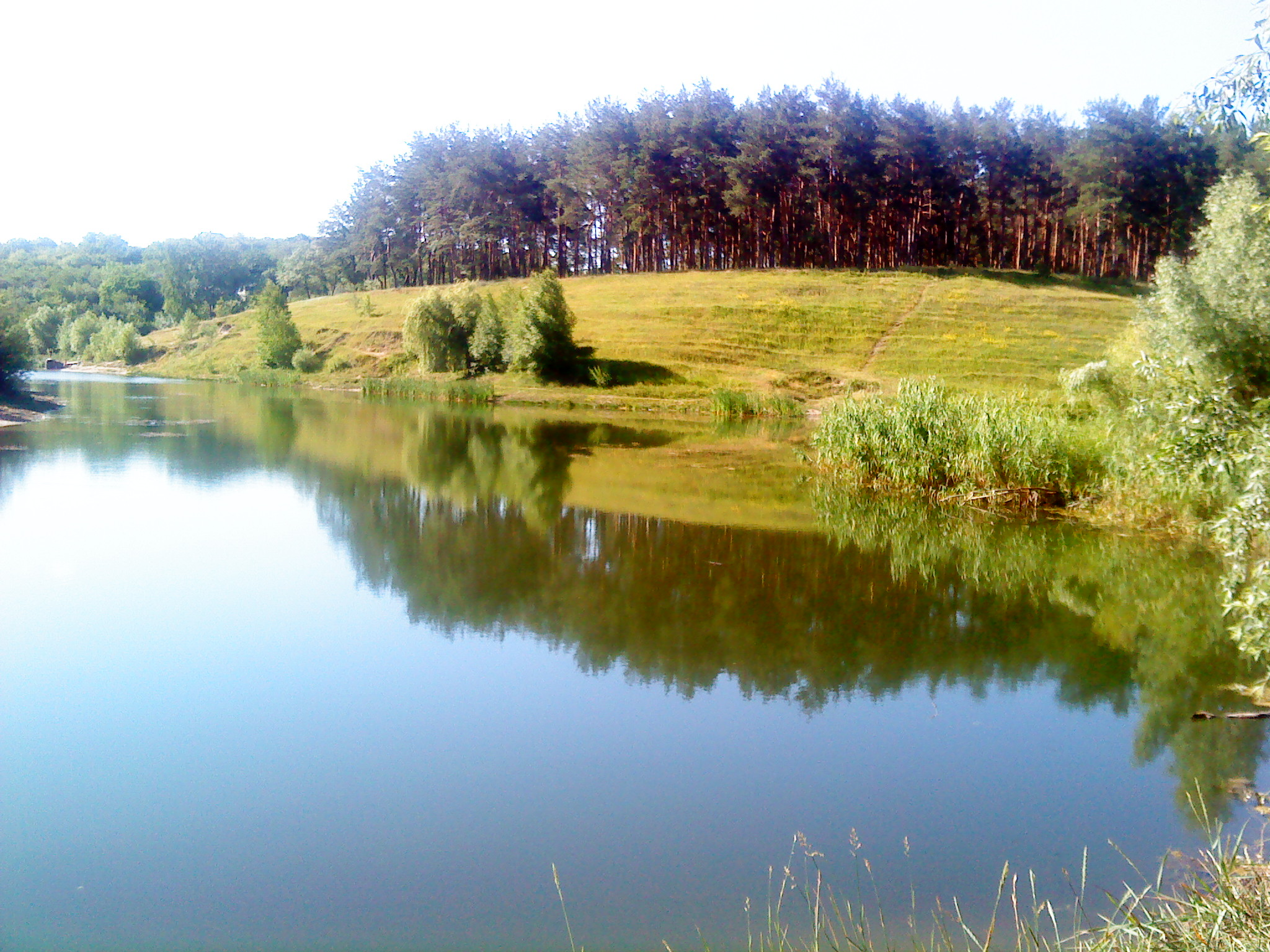
Ставок у Лідному яру (біля соснового лісочка)

Дном яру протікає частково пересихаючий струмок з однойменною назвою, який живить водою близько 5 ставків розташованих тут і впадає у річку Уди в районі Липового гаю. Під залізничною колією, між залізничними платформами Липовий Гай та Карачівка струмок взятий в трубу.

## Транспорт
По самому яру можна пересуватися здебільшого лише пішки або на велосипеді, по доріжках та стежках, проте є й декілька автодоріг, переважно ґрунтових. Вздовж майже усього яру, обабіч струмка тягнеться вул. Марії Кисляк.